# Треццоне
Треццоне (итал. Trezzone) — коммуна в Италии, располагается в 80 км к северу от Милана, в регионе Ломбардия, в провинции Комо.
Население составляет 202 человека (2008 г.), плотность населения составляет 51 чел./км². Занимает площадь 4 км². Почтовый индекс — 22010. Телефонный код — 0344.
В коммуне 15 августа особо празднуется Успение Пресвятой Богородицы.

## Демография
Динамика населения:

## Администрация коммуны
- Официальный сайт: